# Kroniki Xiaolin
Kroniki Xiaolin (ang. Xiaolin Chronicles, 2013-2015) – amerykańsko-francuski serial animowany stworzony przez Christy Hui oraz wyprodukowany przez ActionFliks Media Corp i Genao Productions. Kontynuacja serialu Xiaolin – pojedynek mistrzów wytwórni Warner Bros.
Premiera serialu miała miejsce 26 sierpnia 2013 roku na amerykańskim kanale Disney XD. W Polsce serial zadebiutował 9 czerwca 2014 roku na antenie Cartoon Network.
W newsletterze opublikowanym 25 lipca 2015 Christy Hui ogłosiła, że nie powstanie druga seria serialu. Planowany jest nowy serial nawiązujący fabułą do Kronik Xiaolin i Xiaolin – pojedynek mistrzów.

## Fabuła
Serial opowiada o dalszych losach czwórki przyjaciół – młodego mnicha Omiego, Brazylijczyka Raimundo Pedrosę, Japonki Kimiko Tohomiko oraz teksańskiego kowboja Claya Baileya, szkolących się w klasztorze Shaolin jako Wojownicy Shoku. Wraz z nowo poznanym uczniem z Francji Ping Pongiem, muszą odnaleźć i ochronić wszystkie przedmioty Shen Gong Wu w walce z siłami zła reprezentowanymi przez konstruktora maszyn Jack Spicera, który wykonuje rozkazy ducha heylińskiej wiedźmy - Wuyi - oraz upadłego smoka Xiaolinu - Chase'a Younga - któremu pomaga uczennica imieniem Shadow.

## Żywioły
Każdemu z wojowników przypisany jest jeden z żywiołów:
- Omi - woda
- Raimundo - powietrze
- Kimiko - ogień
- Clay - ziemia
- Ping Pong - drewno

## Obsada
- Tara Strong –
  - Omi,
  - Ping Pong
- Eric Bauza –
  - Raimundo Pedrosa,
  - Jack Spicer,
  - PandaBubba,
  - Wielki Mistrz Dashi
- Jennifer Hale –
  - Kimiko Tomohiko,
  - Katnappé,
  - Shadow,
  - Księżniczka Kaila
- David Kaye –
  - Clay Bailey,
  - Chase Young,
  - Salvadore Cumo
- Michael Donovan –
  - Dojo Kanojo Cho,
  - Mistrz Fung
- Cree Summer – Wuya

## Wersja polska
Wersja polska: SDI Media Polska

Reżyseria: Artur Kaczmarski

Dialogi: Anna Niedźwiecka

Montaż: Magdalena Waliszewska (odc. 22-26)

Koordynacja produkcji: Ewa Krawczyk

Udział wzięli:
- Brygida Turowska – 
  - Omi,
  - Ping Pong (intro)
- Agnieszka Kunikowska – Kimiko
- Jonasz Tołopiło – Raimundo
- Grzegorz Drojewski – Clay
- Agnieszka Mrozińska – Ping Pong
- Włodzimierz Press – Mistrz Fung
- Andrzej Chudy – Dojo
- Grzegorz Kwiecień –
  - Chase Young,
  - F-Bot
- Beata Wyrąbkiewicz – Shadow
- Krzysztof Plewako-Szczerbiński – Jack Spicer
- Anna Sroka-Hryń – Wuya
- Zbigniew Konopka –
  - narrator (odc. 1),
  - Cyklop Heylinu (odc. 3-4),
  - Pandabubba
- Magdalena Krylik – 
  - Katnappé (odc. 3),
  - jedna z Jackich (odc. 14),
  - jedna ze smoczyc (odc. 17)
- Robert Jarociński – 
  - Pan Goldwalour (odc. 4),
  - Salvador Cumo (odc. 5)
- Anna Sztejner – 
  - głos komputera (odc. 7),
  - Tomoko (odc. 12)
- Waldemar Barwiński –
  - doktor Toho (odc. 7),
  - Wielki Mistrz Dashi (odc. 10)
- Karolina Czarnecka – księżniczka Kaila (odc. 10)
- Artur Kaczmarski – Tubba
- Marek Robaczewski – Great Grandpappy
- Robert Tondera – 
  - Barkey (odc. 11),
  - krab pustelnik (odc. 14),
  - jeden z Jackich (odc. 14)
- Mieczysław Morański –
  - kierowca autobusu (odc. 14),
  - psychiatra (odc. 14),
  - Rocco (odc. 15),
  - Warden (odc. 16),
  - jedna ze smoczyc (odc. 17),
  - święty Mikołaj (odc. 21)
- Paweł Ciołkosz – Mini Dojo (odc. 17)
- Józef Pawłowski –
  - nastolatek w przebraniu smoka (odc. 17),
  - Tiny Sim (odc. 20, 25)
- Krzysztof Cybiński – Super Cow Patty (odc. 18)
- Ewa Prus

i inni
Wykonanie piosenek:
- Piotr Gogol

i inni
Lektor tytułu: Włodzimierz Press

Lektor tyłówki: Artur Kaczmarski (odc. 14-21)

## Spis odcinków
- Poniższe tłumaczenie odcinków na język polski jest nieoficjalne.

| Światowa premiera | Polska premiera | N/o | Nieoficjalny polski tytuł                  | Angielski tytuł                               |
| ----------------- | --------------- | --- | ------------------------------------------ | --------------------------------------------- |
|                   |                 |     |                                            |                                               |
| SERIA PIERWSZA    |                 |     |                                            |                                               |
|                   |                 |     |                                            |                                               |
| 26.08.2013        | 09.06.2014      | 01  | Nowy Mnich na Bloku                        | New Monk on the Block                         |
|                   |                 |     |                                            |                                               |
| 26.08.2013        | 10.06.2014      | 02  | Dziewczyna zwana Willow                    | A Girl Named Willow                           |
|                   |                 |     |                                            |                                               |
| 26.08.2013        | 11.06.2014      | 03  | Upadek Xiaolin                             | The Fall of Xiaolin                           |
|                   |                 |     |                                            |                                               |
| 14.09.2013        | 12.06.2014      | 04  | Przyjaciel-Niebieska Manta i Złote Króliki | Buddy Blue Manta Ray and the Golden Bunnies   |
|                   |                 |     |                                            |                                               |
| 21.09.2013        | 17.06.2014      | 05  | Szaleństwo w Tokio                         | Tokyo Madness                                 |
|                   |                 |     |                                            |                                               |
| 28.09.2013        | 19.06.2014      | 06  | Magiczny Ogier i Dziki, Dziki Zachód       | Magic Stallion and the Wild Wild West         |
|                   |                 |     |                                            |                                               |
| 05.10.2013        | 16.06.2014      | 07  | Prawa natury                               | Laws of Nature                                |
|                   |                 |     |                                            |                                               |
| 12.10.2013        | 18.06.2014      | 08  | Poza Umysłem Ping Ponga                    | Out of Ping Pong’s Mind                       |
|                   |                 |     |                                            |                                               |
| 19.10.2013        | 13.06.2014      | 09  | Xiaolin Spłaca Dług                        | Xiaolin Redemption                            |
|                   |                 |     |                                            |                                               |
| 26.10.2013        | 20.06.2014      | 10  | Kalia - Księżniczka Góry Tysiąca Warstw    | Princess Kaila of the Thousand Layer Mountain |
|                   |                 |     |                                            |                                               |
| 02.11.2013        | 01.07.2014      | 11  | Planeta Smoków                             | Planet of Dragons                             |
|                   |                 |     |                                            |                                               |
| 09.11.2013        | 30.06.2014      | 12  | Maska Zielonej Małpy                       | The Mask of the Green Monkey                  |
|                   |                 |     |                                            |                                               |
| 06.12.2013        | 23.06.2014      | 13  | Moja Świątynia, Mój Dom                    | Mi Temple, Mi Casa                            |
|                   |                 |     |                                            |                                               |
| 01.02.2014        | 25.06.2014      | 14  | Wewnętrzne Zło                             | Heylin Within                                 |
|                   |                 |     |                                            |                                               |
| 08.02.2014        | 24.06.2014      | 15  | Tygrysica Woo                              | Tigress Woo                                   |
|                   |                 |     |                                            |                                               |
| 11.02.2014        | 27.06.2014      | 16  | Roko                                       | Rocco                                         |
|                   |                 |     |                                            |                                               |
| 21.02.2014        | 26.06.2014      | 17  | Uzdrów Mnie!                               | Heal Me                                       |
|                   |                 |     |                                            |                                               |
| 24.03.2014        | 02.07.2014      | 18  | Super Krowi Befsztyk                       | Super Cow Patty                               |
|                   |                 |     |                                            |                                               |
| 25.03.2014        | 03.07.2014      | 19  | Chase Wysiaduje Jajo                       | Chase Lays an Egg                             |
|                   |                 |     |                                            |                                               |
| 26.03.2014        | 04.07.2014      | 20  | Rysuj, by być Złym                         | Drawn to be Evil                              |
|                   |                 |     |                                            |                                               |
| 01.07.2015        | 07.07.2014      | 21  | Omi Ratuje Święta Bożego Narodzenia        | Omi Saves The Holidays                        |
|                   |                 |     |                                            |                                               |
| 01.07.2015        | 15.12.2014      | 22  | Kto Skurczył Mistrza Funga?                | Who Shrank Master Fung?                       |
|                   |                 |     |                                            |                                               |
| 01.07.2015        | 16.12.2014      | 23  | Powrót w Blasku Fleszy                     | Back in the Flesh Again                       |
|                   |                 |     |                                            |                                               |
| 01.07.2015        | 17.12.2014      | 24  | Przywołanie Smoka                          | The Call of the Dragon                        |
|                   |                 |     |                                            |                                               |
| 01.07.2015        | 18.12.2014      | 25  | Znak Smoczych Dusz                         | The Mark of the Dragon Spirits                |
|                   |                 |     |                                            |                                               |
| 01.07.2015        | 19.12.2014      | 26  | Poleć Smokiem!                             | Fly the Dragon!                               |
|                   |                 |     |                                            |                                               |